# Generieke verpakking

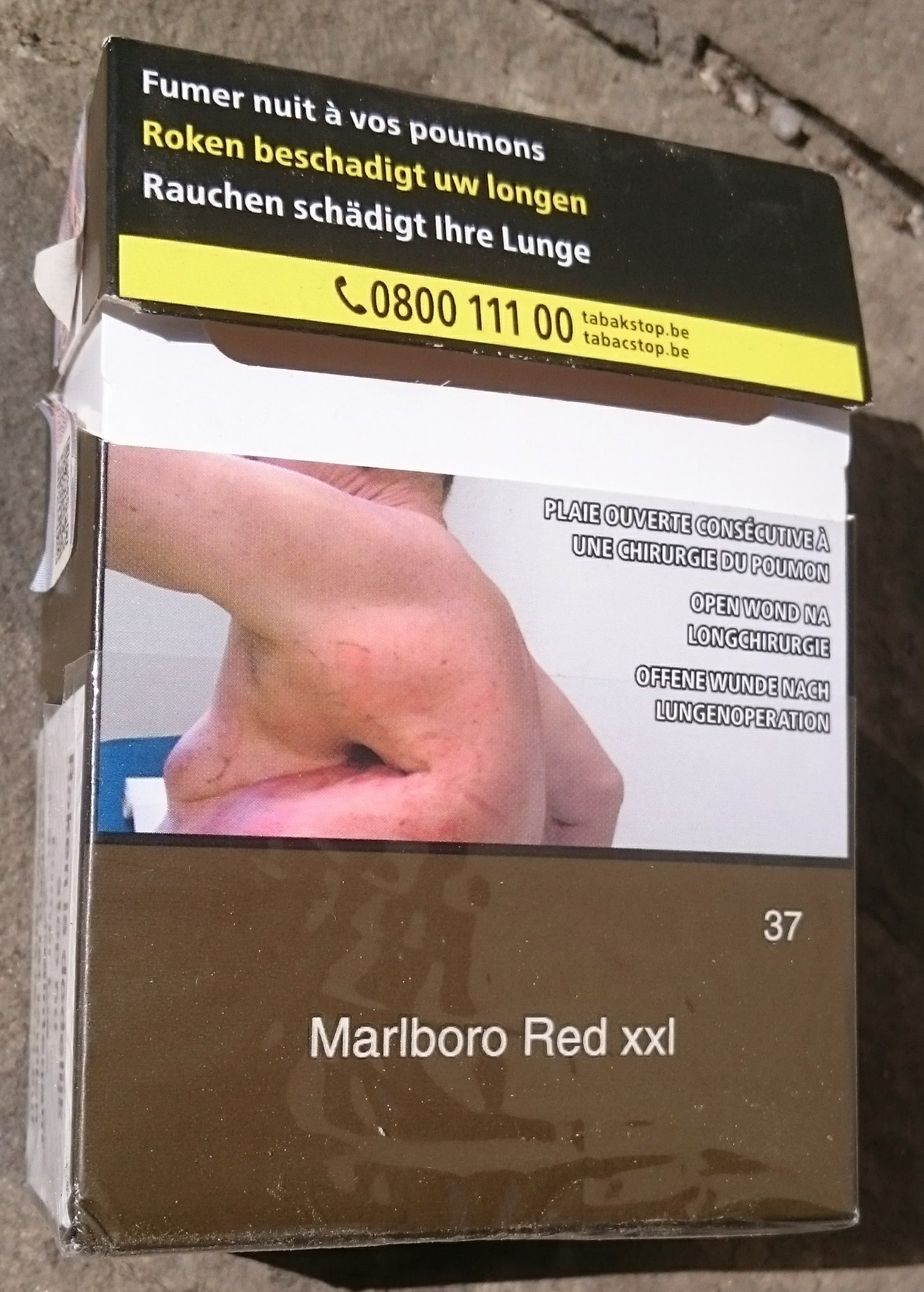
Voorbeeld van gewone tabaksverpakkingen in België in de kleur Pantone 448 C.

De term generieke verpakking, neutrale verpakking of standaardverpakking voor sigaretten en shag (in het Engels plain packaging) betekent in het geval van sigaretten en andere tabakswaren het weglaten van merk-specifieke beeldmerken, kleuren en lettertypes op de verpakking. De bedoeling is aanschaf en gebruik van de producten minder aantrekkelijk te maken.
Onderzoek laat zien dat een generieke verpakking door zowel jongeren als volwassenen minder aantrekkelijk wordt gevonden, het bewustzijn van de schadelijkheid van roken vergroot en de intentie om sigaretten te kopen verkleint. Generieke verpakkingen zijn minder aantrekkelijk dan verpakkingen met waarschuwende afbeeldingen waar nog wel ruimte is voor ‘branding’.

## Wereld

Neutrale verpakking ingevoerd
Neutrale verpakking wettelijk mogelijk

In Australië (december 2012), Frankrijk (januari 2016), Verenigd Koninkrijk (mei 2016), Nieuw-Zeeland (juni 2018), Noorwegen (juli 2018) en Ierland (september 2018) werden wetten goedgekeurd die naast de foto's van door kanker verteerde organen, enkel nog een vermelding van het merk in een uniform lettertype op een olijfgroen veld toelaat (Pantone 448C). Deze kleur zou namelijk onaantrekkelijk zijn voor de jongeren die de doelgroep van de ontradingscampagnes zijn.

## België
In België zette de liberale minister van Volksgezondheid Maggie De Block in 2016 de deur op een kier voor generieke verpakking of neutrale sigarettenpakjes. Ze beloofde tegen het einde van de legislatuur met een voorstel te komen, maar wilde eerst breed overleggen - vooral met de dagbladhandel die huiverde voor nog meer inkomstenverlies. Ook wilde ze afwachten wat de maatregel in Frankrijk en het Verenigd Koninkrijk voor invloed zou hebben. Hierop kreeg ze kritiek van onder andere experten in tabakspreventie en de CD&V, die haar een talmende houding verweten.
In september 2018 bereikte minister De Block een akkoord binnen de federale regering om neutrale verpakkingen in te voeren.
"De verpakking van sigaretten en roltabak onaantrekkelijker maken is erg belangrijk in de strijd tegen tabak, dat blijkt ook duidelijk uit buitenlandse voorbeelden", aldus minister Maggie De Block.
Neutrale verpakkingen zouden zo verplicht worden gesteld voor sigaretten, roltabak en waterpijptabak. Het ontwerpbesluit moest wel nog het advies krijgen van de Raad van State en de Europese Commissie.
Vanaf 1 januari 2020 zijn de neutrale verpakkingen verplicht in België, maar kleinhandelaars krijgen nog tot het einde van dat jaar de tijd om hun eventuele voorraad met oude verpakkingen te verkopen.
In september 2019 kondigde British American Tobacco echter aan naar de Raad van State te trekken om de maatregel te laten schorsen. Volgens de tabaksfabrikant was er "geen enkele wetenschappelijke studie die bewijst dat mensen minder zouden roken door neutrale pakjes". Ook zou de maatregel volgens de tabaksfabrikant enkel ergernis veroorzaken bij verkopers en klanten door verkopers die zich van pakje zouden vergissen. De Stichting tegen Kanker op haar beurt sprak de bewering dat neutrale pakjes geen effect hebben tegen, en verwachtte dat British American Tobacco bot zou vangen.

## Nederland
Nederland kent sinds 1 oktober 2020 sigarettenverpakking die allen gelijk zijn qua uitstraling. Merknamen en smaakvarianten worden allen verplicht weergegeven in een neutrale opmaak die voldoet aan de volgende eisen:
- een verpakking van sigaretten toont niet meer dan een gezondheidswaarschuwing in woord en beeld.

Daarnaast is het niet toegestaan om meer te duiden over de inhoud van de verpakking dan het volgende:
- - een beschrijving van het merk en de merkvariant, geschreven verplichte lettertype Helvetica zonder enige opmaak anders dan de verplichte kleur Pantone Cool Gray 2C.
  - het eerste met een maximale tekengrootte van 14 voor het merk en 10 voor de -variant, waarbij elk niet meer dan 1 regel inneemt, waarbij tussen elk woord hoogstens 1 spatie bestaat.
  - het eerste alleen met gebruikmaking van niet meer tekens dan in het alfabet, de getallen 1-0 en de &
  - het eerste alleen met gebruik van ten hoogste de eerste letter per woord in hoofdletters.
  - het eerste alleen aangevuld mag worden met een eenmalige aanduiding van het aantal aanwezige sigaretten onder dezelfde beperkende voorwaarden als de aanduiding van de merkvariant.

Dit alles dient verplicht weergegeven te zijn  op een  achtergrond van een donker-groenbruine kleur (Pantone 448 C), gelijk als in andere landen.
 Daarnaast is een enkele barcode, een veiligheidscode en een identificatiecode op een andere plaats dan de voorzijde verplicht volgens de Nederlandse tabakswetgeving.
De verdere verscherping van de neutrale verpakking is onderdeel van het Nationale Preventieakkoord van de Rijksoverheid en heeft als doel om roken nog minder aantrekkelijk te maken. Al eerder werden verpakkingen van rookwaren gelijkvormiger gemaakt en minder aantrekkelijk voor het aangezicht. Gezondheidswaarschuwingen en afschrikwekkende foto's bijvoorbeeld. De invoering van de neutrale verpakkingen liep enige vertraging op door vragen over de invoering door landen bij de Europese Commissie.
Gedurende enige tijd na oktober 2020 stond de wet- en regelgeving toe dat oude voorraden mét logo's nog verkocht werden. Het voornemen is om ook sigaren en elektronische dampwaren in gelijkvormige neutrale verpakking te verkopen.